# شهرستان پاولوفسکی (سرزمین آلتای)
شهرستان پاولوفسکی (به لاتین: Pavlovsky District) یک شهرستان در روسیه است که در سرزمین آلتای واقع شده‌است.